# Pipraeidea
Pipraeidea là một chi chim trong họ Thraupidae.